# Jean Porter
Jean Porter (* 8. Dezember 1922 in Cisco, Texas; † 13. Januar 2018 in Canoga Park, Kalifornien) war eine US-amerikanische Schauspielerin, die in ihrer Laufbahn in mehr als vierzig Filmen und Fernsehserien mitwirkte. Ihre bekanntesten Rollen spielte sie im Drama Die linke Hand Gottes, im Film noir Cry Danger sowie als Hauptdarstellerin im Kurzfilm Roller Derby Girl. Porters aktive Zeit als Schauspielerin währte von 1936 bis 1961.

## Leben
Jean Porter wurde 1922 in Cisco, Texas geboren. Im Alter von zwölf Jahren begann sie Tanzstunden in der Fanchon and Marco dancing school zu nehmen, wo sie von einem Talentagenten entdeckt wurde. Ihren ersten kleinen Filmauftritt hatte sie 1936 in Song and Dance Man. In den folgenden Jahren spielte Porter teils auch in größeren, im Abspann genannten Rollen an der Seite bekannter Filmstars. Ihre aktivste Zeit hatte sie in den 1940er-Jahren mit mehr als dreißig Filmauftritten, darunter vorwiegend Komödien und Western. Sie spielte zudem die Hauptrolle in dem 1949 erschienenen Kurzfilm Roller Derby Girl, der 1950 für einen Oscar in der Kategorie Bester Kurzfilm nominiert wurde.
In den 1950er-Jahren hatte Porter ihre bekanntesten Rollen im Film noir Cry Danger und im Western Die linke Hand Gottes. Anschließend spielte sie vorwiegend als Gaststar in Fernsehserien wie 77 Sunset Strip mit, ehe sie ihre Filmkarriere 1961 beendete. 2008 war Porter als Interviewpartnerin in der Dokumentation Dalton Trumbo: From A-List to Blacklist zu sehen. 2010 veröffentlichte sie eine Biografie über den Jazzmusiker Jess Stacy mit dem Titel Chicago Jazz and Then Some: As Told by One of the Original Chicagoans, Jess Stacy.
Porter war von 1948 bis zu seinem Tod im Jahr 1999 mit dem Filmregisseur Edward Dmytryk verheiratet, den sie bei den Dreharbeiten zu Till the End of Time kennengelernt hatte. Das Paar hatte drei Kinder. Jean Porter starb im Januar 2018 im Alter von 95 Jahren in Kalifornien. Sie wurde auf dem Forest Lawn Memorial Park Hollywood Hills bestattet.

## Filmografie (Auswahl)
- 1936: Song and Dance Man
- 1938: Toms Abenteuer (The Adventures of Tom Sawyer)
- 1939: The Under-Pup
- 1940: Tumak, der Herr des Urwalds (One Million B.C.)
- 1941: Zauber der Musik (The Hard-Boiled Canary)
- 1941: Kiss the Boys Goodbye
- 1941: Gib einem Trottel keine Chance (Never Give a Sucker an Even Break)
- 1941: Henry Aldrich for President
- 1941: In der Hölle ist der Teufel los! (Hellzapoppin' )
- 1941: Babes on Broadway
- 1942: Heart of the Rio Grande
- 1942: Home in Wyomin’
- 1942: Fall In
- 1943: Calaboose
- 1943: The Youngest Profession
- 1943: That Nazty Nuisance
- 1943: Young Ideas
- 1944: Andy Hardy’s Blonde Trouble
- 1944: Badende Venus (Bathing Beauty)
- 1944: San Fernando Valley
- 1945: Flitterwochen zu dritt (Thrill of a Romance)
- 1945: Twice Blessed
- 1945: Abbott and Costello in Hollywood
- 1945: What Next, Corporal Hargrove?
- 1946: Eine Falle für die Braut (Easy to Wed)
- 1946: Betty Co-Ed
- 1946: Till the End of Time
- 1947: Little Miss Broadway
- 1947: Sweet Genevieve
- 1947: That Hagen Girl
- 1947: Two Blondes and a Redhead
- 1949: Roller Derby Girl (Kurzfilm)
- 1951: Cry Danger
- 1951: Kentucky Jubilee
- 1951: G.I. Jane
- 1953: Die Tränen des Clowns (The Clown)
- 1954: Racing Blood
- 1955: Die linke Hand Gottes (The Left Hand of God)
- 1961: 77 Sunset Strip (Fernsehserie, eine Folge)
- 1961: Abenteuer unter Wasser (Sea Hunt; Fernsehserie, eine Folge)